# (17607) Táborsko
17607 Taborsko (1995 TC) – planetoida z pasa głównego asteroid okrążająca Słońce w ciągu 4,96 lat w średniej odległości 2,91 j.a. Odkryta 2 października 1995 roku.